# Wyżni Strzelecki Staw
Wyżni Strzelecki Staw (słow. Strelecké plesá, Nižné Strelecké plesá) – mały staw położony w Dolinie Staroleśnej w słowackiej części Tatr Wysokich. Nie jest dokładnie pomierzony. Leży w Strzeleckiej Kotlinie, w zwałowisku głazów u podnóża Strzeleckiej Turni. Jest jednym ze Strzeleckich Stawów, które wchodzą w skład 27 Staroleśnych Stawów. Nieco na wschód od niego znajduje się drugi staw z tejże grupy – Niżni Strzelecki Staw, który jest nieco większy. Do Wyżniego Strzeleckiego Stawu nie prowadzą żadne znakowane szlaki turystyczne, lecz można go zobaczyć z żółtego szlaku schodzącego z przełęczy Czerwona Ławka.

## Nazewnictwo
Polska nazwa Wyżniego Strzeleckiego Stawu pochodzi od Strzeleckich Pól, która dawniej dotyczyła również Strzeleckiej Kotliny. Nazwy słowackie Strelecké plesá i Nižné Strelecké plesá dotyczą obydwu Strzeleckich Stawów, ponieważ w słowackim nazewnictwie nie ma wyodrębnionych nazw tych stawów.